# San Biagio di Callalta
San Biagio di Callalta (velenceiül San Biàzio de Całalta) település Olaszországban, Veneto régióban, Treviso megyében. Lakosainak száma 12 652 fő (2023. január 1.). San Biagio di Callalta Carbonera, Monastier di Treviso, Ponte di Piave, Roncade, Salgareda, Silea, Zenson di Piave és Breda di Piave községekkel határos.

## Népesség
A település népességének változása:
| Lakosok száma | 12 964 | 12 996 | 12 652 |
|               | 2017   | 2018   | 2023   |